# Бургос (футбольний клуб)
«Бургос» (ісп. Burgos CF) — іспанський футбольний клуб з однойменного міста в автономній спільноті Кастилія-Леон. Клуб засновано 1922 року, відновлено 1994-го. Домашні матчі проводить на стадіоні «Ель Плантіо».

## Історія клубу
Клуб засновано у 1922 року під назвою «Burgos Football club». 1936 року на базі клубу «Бургос», який змінив за час існування кілька назв, виник клуб «Хімнастіка Бургалеса» (ісп. Gimnástica Deportiva Burgalesa), що від сезону 1943-44 представляв місто в офіційних футбольних змаганнях.
1948 року клуб дістав сучасну назву — «Burgos Club de Fútbol». До початку 60-х років 20 століття успіхи «Бургоса» були дуже скромними: команда була постійним учасником Терсери, двічі піднімаючись до Сегунди, але не зумівши закріпитися там.
Сходження клубу почалося в сезоні 1960-61, за підсумками якого «Бургос» знову піднявся в класі. Всі 60-ті роки команда була постійним учасником другої ліги іспанського футболу; разом з новим десятиліттям прийшли й нові успіхи: 1971 року клуб з Бургоса вперше завоював путівку до Прімери. Великих успіхів в еліті іспанського футболу «Бургосу» домогтися не вдалося, утім, у доробку команди — 6 сезонів, проведених у найвищій іспанській лізі.
1980 року «Бургос» полишив Прімеру, а через 3 роки значні фінансові труднощі призвели до фактичного зникнення клубу. На базі резервної команди клубу — «Бургос Промесас» (ісп. Burgos Promesas) — створено клуб «Реал Бургос».
1994 року з ініціативи місцевого підприємця Хосе Марія Кінтано «Бургос» відтворено під колишньою назвою. (Клуб «Реал Бургос», хоча й від 1996 року не бере участі в офіційних змаганнях, продовжує існувати й дотепер). Клуб заявився для участі в розіграші регіональної ліги, 2 роки по тому вийшовши до Терсери. Найбільшим досягненням відтвореного «Бургоса» став проведений в Сегунді сезон 2001/02.

## Колишні назви
- 1936-1948 — «Хімнастіка Бурголеса»
- 1948-1983 — «Бургос»
- 1994— «Бургос»

## Виступи за сезонами
| Сезон     | Рівень | Дивізіон           | Місце | Кубок Іспанії з футболу |
| --------- | ------ | ------------------ | ----- | ----------------------- |
| 1994—1995 | 6      | 1ª Пров.           | 1-ше  |                         |
| 1995—1996 | 5      | 1ª Рег.            | 1-ше  |                         |
| 1996—1997 | 4      | Терсера Дивізіон   | 1-ше  |                         |
| 1997—1998 | 3      | Сегунда Дивізіон Б | 15-те | 2-й раунд               |
| 1998—1999 | 3      | Сегунда Дивізіон Б | 4-те  |                         |
| 1999—1900 | 3      | Сегунда Дивізіон Б | 3-тє  | 1-й раунд               |
| 2000—2001 | 3      | Сегунда Дивізіон Б | 1-ше  | 1/32 фіналу             |
| 2001—2002 | 2      | Сегунда Дивізіон   | 16-те | 1-й раунд               |
| 2002—2003 | 3      | Сегунда Дивізіон Б | 3-тє  | 1-й раунд               |
| 2003—2004 | 3      | Сегунда Дивізіон Б | 5-те  | 1-й раунд               |
| 2004—2005 | 3      | Сегунда Дивізіон Б | 3-тє  | Round of 64             |
| 2005—2006 | 3      | Сегунда Дивізіон Б | 3-тє  | четвертий раунд         |
| 2006—2007 | 3      | Сегунда Дивізіон Б | 2-ге  | Третій раунд            |
| 2007—2008 | 3      | Сегунда Дивізіон Б | 18-те | 1/16 фіналу             |
| 2008—2009 | 4      | Терсера Дивізіон   | 3-тє  |                         |
| 2009—2010 | 4      | Терсера Дивізіон   | 1-ше  |                         |
| 2010—2011 | 4      | Терсера Дивізіон   | 1-ше  | 1-й раунд               |
| 2011—2012 | 3      | Сегунда Дивізіон Б | 20-те | 1-й раунд               |
| 2012—2013 | 4      | Терсера Дивізіон   | 1-ше  |                         |
| 2013—2014 | 3      | Сегунда Дивізіон Б | 10-те | Третій раунд            |

| Сезон     | Рівень | Дивізіон           | Місце | Кубок Іспанії з футболу |
| --------- | ------ | ------------------ | ----- | ----------------------- |
| 2014—2015 | 3      | Сегунда Дивізіон Б | 12-те |                         |
| 2015—2016 | 3      | Сегунда Дивізіон Б | 5-те  |                         |
| 2016—2017 | 3      | Сегунда Дивізіон Б | 16-те | 1-й раунд               |
| 2017—2018 | 3      | Сегунда Дивізіон Б | 11-те |                         |
| 2018—2019 | 3      | Сегунда Дивізіон Б | 13-те |                         |
| 2019—2020 | 3      | Сегунда Дивізіон Б | 8-ме  |                         |
| 2020—2021 | 3      | Сегунда Дивізіон Б |       |                         |